# 2005-ös Tour de Georgia
A 2005-ös Tour de Georgia volt a 3. Georgia állambeli kerékpárverseny. Április 19. és április 24. között került megrendezésre, össztávja 885 kilométer volt. Végső győztes az amerikai Tom Danielson lett, megelőzve két honfitársát, Levi Leipheimer-t és  Floyd Landist.

## Szakaszok
|    | Dátum       | Rajt         | Cél                     | km    | Szakaszgyőztes | Összetettben vezető |
| -- | ----------- | ------------ | ----------------------- | ----- | -------------- | ------------------- |
| 1. | Április 19. | Augusta      | Macon                   | 207,4 | Robert Hunter  | Robert Hunter       |
| 2. | Április 20. | Fayetteville | Rome                    | 197,5 | Peter Wrolich  | Robert Hunter       |
| 3. | Április 21. | Rome         |                         | 29,9  | Floyd Landis   | Floyd Landis        |
| 4. | Április 22. | Georgia      | Dahlonega               | 214,7 | Brian Vandborg | Floyd Landis        |
| 5. | Április 23. | Gainsville   | Brasstown Bald Mountain | 224,3 | Tom Danielson  | Tom Danielson       |
| 6. | Április 24. | Blairsville  | Alpharetta              | 201,5 | Gord Fraser    | Tom Danielson       |

## Végeredmény
|    | Versenyző        | Csapat                             | Idő           |
| -- | ---------------- | ---------------------------------- | ------------- |
| 1  | Tom Danielson    | Discovery Channel Pro Cycling Team | 26 óra 53'44" |
| 2  | Levi Leipheimer  | Team Gerolsteiner                  | + 0'04"       |
| 3  | Floyd Landis     | Phonak Hearing Systems             | + 0'09"       |
| 4  | Bobby Julich     | Team CSC                           | + 1'10"       |
| 5  | Lance Armstrong  | Discovery Channel Pro Cycling Team | + 1'41"       |
| 6  | David Zabriskie  | Team CSC                           | + 3'04"       |
| 7  | Marco Pinotti    | Saunier Duval-Prodir               | + 3'11"       |
| 8  | Nathan O'Neill   | Navigators Insurance               | + 3'14"       |
| 9  | Michael Blaudzun | Team CSC                           | + 3'51"       |
| 10 | José Azevedo     | Discovery Channel Pro Cycling Team | + 5'25"       |